# Срби у Војводини
Срби су најбројнија етничка заједница на подручју Војводине, северне аутономне покрајине Републике Србије. Према попису из 2022. године, Срба је у Војводини било 1.190.785 и чинили су 68,43% становништва ове покрајине.
У завичајном смислу, један део данашњих војвођанских Срба чини староседелачко српско становништво, док други део чини становништво досељено у току 20. и 21. века. По вероисповести, Срби у Војводини су углавном православни, а од других вероисповести, међу војвођанским Србима је знатније заступљен и протестантизам.
Староседелачко српско становништво Војводине углавном говори шумадијско-војвођански, а делимично и смедеревско-вршачки дијалекат српског језика. Током 20. века су се на подручје Војводине доселили и говорници других дијалеката, највише источнохерцеговачког.

## Географски распоред
Током историје, српско становништво је у значајном броју настањивало и делове суседних држава, Румуније, Мађарске и Хрватске, а политичка, верска и културна историја ових Срба је у великој мери повезана са историјом Срба у Војводини. Поред територије аутономне покрајине Војводине, у сферу културно-историјског простора војвођанских Срба спадају и делови Срема и Баната који су данас у саставу Града Београда, односно, делови данашњег Београда северно од Саве и Дунава (општине Земун, Сурчин и Нови Београд и подручје Панчевачког Рита у општини Палилула), као и село Острово у општини Костолац у саставу Града Пожаревца. Ови простори, заједно са подручјем Аутономне Покрајине Војводине, представљају подручје на коме су војвођански Срби успели да остваре своје историјске политичке тежње ка националној слободи и уједињењу са остатком српског народа.

### Број Срба по окрузима
Према попису из 2002. године, бројност Срба у окрузима Аутономне Покрајине Војводине била је следећа:
| Округ           | Број становника | Број Срба | Проценат Срба |
| Јужнобачки      | 593.666         | 409.988   | 69,06%        |
| Сремски         | 335.901         | 283.861   | 84,5%         |
| Јужнобанатски   | 313.937         | 220.641   | 70,28%        |
| Средњебанатски  | 208.456         | 150.794   | 72,33%        |
| Западнобачки    | 214.011         | 134.644   | 62,91%        |
| Севернобанатски | 165.881         | 72.242    | 43,55%        |
| Севернобачки    | 200.140         | 49.637    | 24,8%         |

### Број Срба по градовима
Према попису из 2002. године, бројност Срба у градовима Аутономне Покрајине Војводине била је следећа:
| Град              | Број становника | Број Срба | Проценат Срба |
| Нови Сад          | 191.405         | 141.475   | 73,91%        |
| Панчево           | 77.087          | 60.963    | 79,08%        |
| Зрењанин          | 79.773          | 56.560    | 70,9%         |
| Сомбор            | 51.471          | 32.988    | 64,09%        |
| Кикинда           | 41.935          | 31.317    | 74,67%        |
| Сремска Митровица | 39.084          | 31.127    | 79,64%        |
| Вршац             | 36.623          | 28.372    | 77,47%        |
| Рума              | 32.229          | 28.032    | 86,97%        |
| Суботица          | 99.981          | 26.242    | 26,24%        |
| Бачка Паланка     | 29.449          | 23.864    | 81,03%        |
| Инђија            | 26.247          | 22.995    | 87,61%        |

- Општине и градови у Војводини са српском већином 2011. године
- Удео Срба у Војводини по насељима 2002. године
- Удео Срба у Војводини по општинама 2002. године
- Удео Срба у Војводини по општинама и градовима 2011. године

## Историја
Срби су на подручју данашње Војводине присутни од средњег века. Велики део своје историје провели су под влашћу Угарске, Османског царства и Хабзбуршке монархије. У 15. и 16. веку су на подручју Срема, Баната и Бачке поседе имали српски деспоти. У 16. веку су Срби на подручју данашње Војводине формирали две краткотрајне државне творевине. Једном од њих је владао цар Јован Ненад, а другом војвода Радослав Челник. 1594. године су Срби у Банату подигли велики устанак против османске власти, који се завршио поразом.
Током хабзбуршке управе, Срби су, на основу српских привилегија, уживали народну аутономију у оквиру Хабзбуршке монархије, а остварили су и црквену самосталност у оквиру Карловачке митрополије. Током револуције 1848. године, Срби су формирали аутономну Српску Војводину, да би 1849. године била формирана једна посебна хабзбуршка крунска област названа Војводство Србија и Тамишки Банат. Ова област је укинута 1860. године.
Распадом Хабзбуршке монархије (Аустроугарске) 1918. године, Срби са подручја данашње Војводине улазе у састав Краљевине Србије, а потом и новоформираног Краљевства Срба и Хрвата и Словенаца, касније названог Краљевина Југославија. Током Другог светског рата, Срби на подручју Војводине су били прогоњени од стране окупационих режима (мађарског, хрватског, немачког). Након Другог светског рата формирана је аутономна покрајина Војводина, у којој су Срби били већинско становништво.

## Познати Срби из Војводине

### Политика, управа, религија
- Арсеније I Сремац
- „Цар“ Јован Ненад
- Радослав Челник
- Теодор Несторовић
- Јован Ђорђевић
- Стеван Шупљикац
- Патријарх српски Јосиф
- Исидор Николић
- Ђорђе Стојаковић
- Михајло Полит-Десанчић
- Светозар Милетић
- Јаша Томић
- Архиепископ и митрополит карловачки Георгије
- Јован Суботић
- Јован Лалошевић
- Душан Попов

### Култура
- Георгије Магарашевић
- Сава Шумановић
- Јован Јовановић Змај
- Ђура Јакшић
- Лаза Костић
- Јован Ђорђевић
- Вељко Петровић
- Захарије Орфелин
- Константин Данил
- Урош Предић
- Паја Јовановић
- Ђорђе Јовановић
- Јаков Игњатовић
- Коста Трифковић
- Исидора Секулић
- Милош Црњански
- Стеван Владислав Каћански
- Милица Стојадиновић Српкиња
- Бранко Радичевић
- Ђорђе Марковић Кодер
- Јован Стерија Поповић
- Доситеј Обрадовић
- Лукијан Мушицки
- Јован Хаџић
- Васа Стајић
- Платон Атанацковић
- Илија Башичевић Босиљ

### Друштвена делатност, наука и спорт
- Михајло Пупин
- Милева Марић Ајнштајн
- Ђуро Даничић
- Марија Трандафил
- Ђорђе Дунђерски
- Алекса Ивић
- Момчило Тапавица
- Бошко Симоновић
- Никола Мирков
- Миомир Вукобратовић